# 王人隆
王人隆，山西翼城縣人，清朝政治人物、同進士出身。
康熙二十四年（1685年），登乙丑科進士。康熙三十一年（1692年）官江西省長寧縣（今尋烏縣）知縣。。